# Макі-дзуші

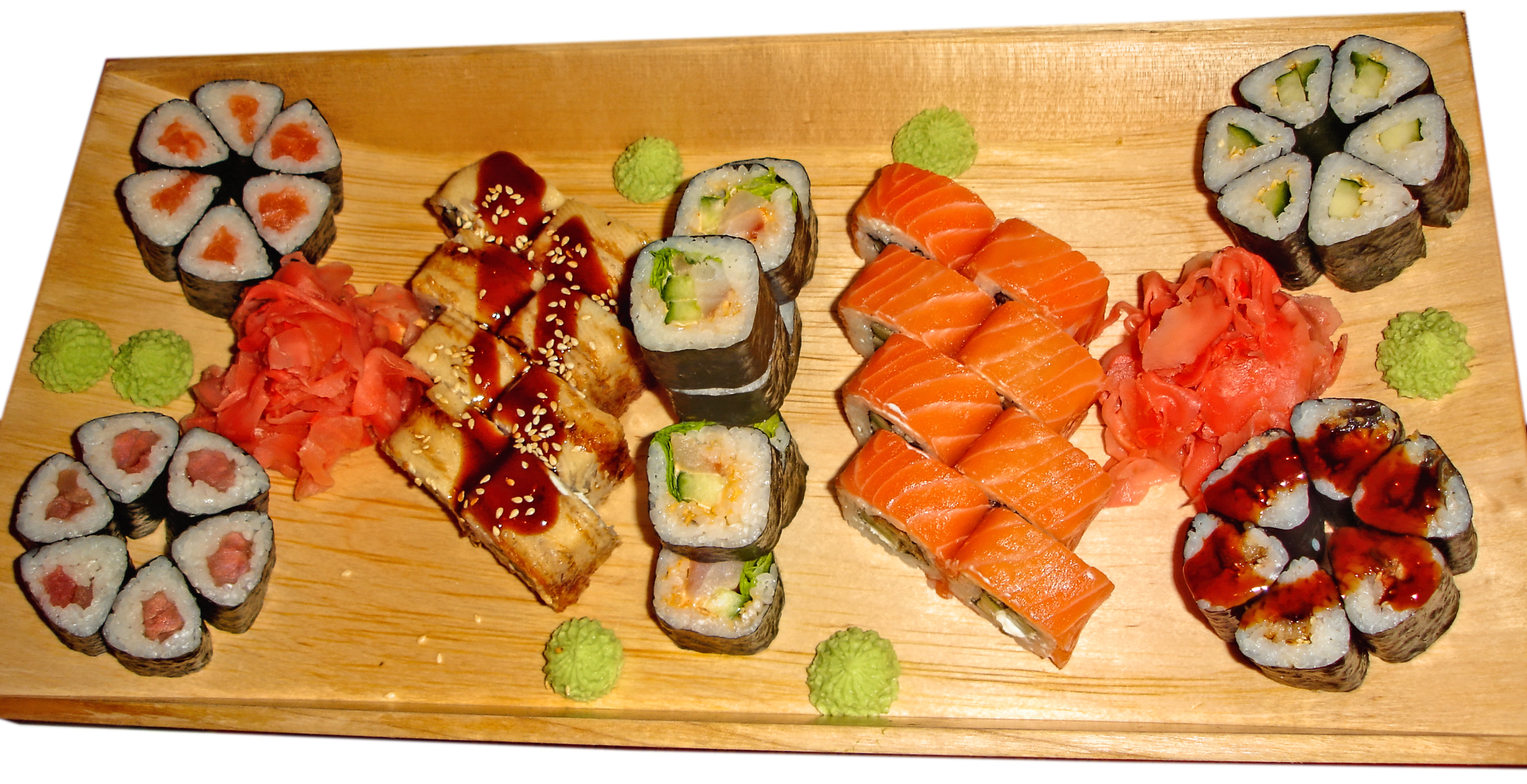
Різні макі-дзуші

Макі-дзу́ші (яп. 巻き寿司, まきずし, «суші-завиванці») — страва японської кухні, різновид суші. Нарізаний на кружальця рулет, що зроблений із рису з начинням й огорнутий листом сушених водоростей (норі). Нарізаються залежно від довжини рулету. Зрідка начинкою є лист водорості, а обгорткою — рис. Розрізняються за товщиною, начинкою, способом приготування. Для приготування макі-дзуші користуються макісу.
- Інші назви — макімоно (завиванці), норімакі (водоростяний рулет);
- В корейській кухні назвиваються — кімбап (кор. 김밥, «рис у водорості»); страва запозичена корейцями в часи японського колоніального правління 1910—1945 років;
- В англомовних країнах перекладаються як рулети (англ. rolls, sushi rolls);
- В краïнах, що не мають прямого контакту з японською культурою, транскрибуються з англійської — роли. В Японії «ролами» (ロール) називаються так звані «західні суші» (西洋寿司), що відрізняються від оригінальної японської страви макідзуші.

## Вживання
Західні люди вважають за краще «купати» суші і роли в соусі. Але японці так не роблять, адже це позбавляє страву її оригінального смаку. Слід лише злегка занурити суші в соус «рибної» частиною або тієї, що закрита норі. Не варто просочувати рис, від цього роли розвалюються на частини.